# Qatar ExxonMobil Open 2022
Qatar ExxonMobil Open 2022 byl tenisový turnaj mužů na profesionálním okruhu ATP Tour, hraný v Mezinárodním tenisovém a squashovém komplexu chalífy na otevřených dvorcích s tvrdým povrchem Plexicushion. Konal se na úvod sezóny mezi 14. až 20. únorem 2022 v katarském hlavním městě Dauhá jako jubilejní třicátý ročník turnaje.
Turnaj s rozpočtem 1 176 595 dolarů patřil do kategorie ATP Tour 250. Nejvýše nasazeným hráčem ve dvouhře se stal dvanáctý tenista světa Denis Shapovalov z Kanady, kterého ve čtvrtfinále vyřadil Francouz Arthur Rinderknech. Jako poslední přímý účastník do hlavní singlové soutěže nastoupil 120. hráč žebříčku, Japonec Taró Daniel.
Jubilejní desátý singlový titul na okruhu ATP Tour vybojoval šestnáctý muž klasifikace Roberto Bautista Agut ze Španělska, jímž navázal na katarský triumf z roku 2019. Čtyřhru ovládl nizozemsko-britský pár Wesley Koolhof a Neal Skupski, jehož členové udrželi finálovou neporazitelnost a získali třetí společnou trofej.
Tenisté turnaj zvolili nejlepší událostí sezóny 2022 v kategorii ATP Tour 250.

## Rozdělení bodů a finančních odměn

### Rozdělení bodů
| Soutěž  | vítězové | finalisté | semifinalisté | čtvrtfinalisté | 16 v kole | 32 v kole | Q  | Q2 | Q1 |
| ------- | -------- | --------- | ------------- | -------------- | --------- | --------- | -- | -- | -- |
| dvouhra | 250      | 150       | 90            | 45             | 20        | 0         | 12 | 6  | 0  |
| čtyřhra | 250      | 150       | 90            | 45             | 0         | —         | —  | —  | —  |

### Finanční odměny
| Soutěž                              | vítězové  | finalisté | semifinalisté | čtvrtfinalisté | 16 v kole | 32 v kole | Q2      | Q1      |
| ----------------------------------- | --------- | --------- | ------------- | -------------- | --------- | --------- | ------- | ------- |
| dvouhra                             | 114 875 $ | 80 410 $  | 53 255 $      | 35 510 $       | 22 975 $  | 12 530 $  | 6 265 $ | 3 130 $ |
| čtyřhra                             | 40 720 $  | 29 240 $  | 18 800 $      | 12 530 $       | 7 310 $   | —         | —       | —       |
| částka ve čtyřhře je uvedena na pár |           |           |               |                |           |           |         |         |

## Dvouhra mužů

### Nasazení
| Stát                         | Hráč                  | ATP | Nasazení |
| ---------------------------- | --------------------- | --- | -------- |
| Kanada                       | Denis Shapovalov      | 12. | 1.       |
| Španělsko                    | Roberto Bautista Agut | 17. | 2.       |
| Gruzie                       | Nikoloz Basilašvili   | 21. | 3.       |
| Chorvatsko                   | Marin Čilić           | 24. | 4.       |
| Spojené království           | Dan Evans             | 27. | 5.       |
| Rusko                        | Karen Chačanov        | 28. | 6.       |
| Kazachstán                   | Alexandr Bublik       | 31. | 7.       |
| Jižní Afrika                 | Lloyd Harris          | 35. | 8.       |
| Žebříček ATP k 7. únoru 2022 |                       |     |          |

### Jiné formy účasti
Následující hráčí obdrželi divokou kartu do hlavní soutěže:
- Marin Čilić
- Malek Džazírí
- Andy Murray

Následující hráči postoupili z kvalifikace:
- Christopher Eubanks
- Thomas Fabbiano
- Jozef Kovalík
- Christopher O'Connell

Následující hráči postoupili z kvalifikace jako šťastní poražení: 
- João Sousa
- Elias Ymer

### Odhlášení
před zahájením turnaje
- Alex de Minaur → nahradil jej  Alex Molčan
- Filip Krajinović → nahradil jej  Elias Ymer
- Gaël Monfils → nahradil jej  Emil Ruusuvuori
- Lorenzo Musetti → nahradil jej  João Sousa
- Jan-Lennard Struff → nahradil jej  Jiří Veselý

## Mužská čtyřhra

### Nasazení
| Stát                                                                                   | Hráč           | Stát               | Hráč          | ATP | Nasazení |
| -------------------------------------------------------------------------------------- | -------------- | ------------------ | ------------- | --- | -------- |
| Chorvatsko                                                                             | Nikola Mektić  | Chorvatsko         | Mate Pavić    | 3.  | 1.       |
| Chorvatsko                                                                             | Ivan Dodig     | Nový Zéland        | Michael Venus | 28. | 2.       |
| Nizozemsko                                                                             | Wesley Koolhof | Spojené království | Neal Skupski  | 40. | 3.       |
| Belgie                                                                                 | Sander Gillé   | Belgie             | Joran Vliegen | 59. | 4.       |
| Žebříček ATP k 7. únoruu 2022; číslo je součtem žebříčkového postavení obou členů páru |                |                    |               |     |          |

### Jiné formy účasti
Následující páry obdržely divokou kartu do hlavní soutěže:
- Issa Alharrasi /  Illja Marčenko
- Malek Džazírí /  Mubarak Zaid

Následující pár nastoupil z pozice náhradníka: 
- Emil Ruusuvuori /  Elias Ymer

### Odhlášení
před zahájením turnaje
- Kwon Sun-u /  Lorenzo Musetti → nahradili je  Emil Ruusuvuori /  Elias Ymer
- Arthur Rinderknech /  Jan-Lennard Struff → nahradili je  Manuel Guinard /  Arthur Rinderknech

## Přehled finále

### Mužská dvouhra
- Roberto Bautista Agut vs.  Nikoloz Basilašvili, 6–3, 6–4

### Mužská čtyřhra
- Wesley Koolhof /  Neal Skupski vs.  Rohan Bopanna /  Denis Shapovalov 7–6(7–4), 6–1